# Mistrzostwa Polski w piłce nożnej (1926)

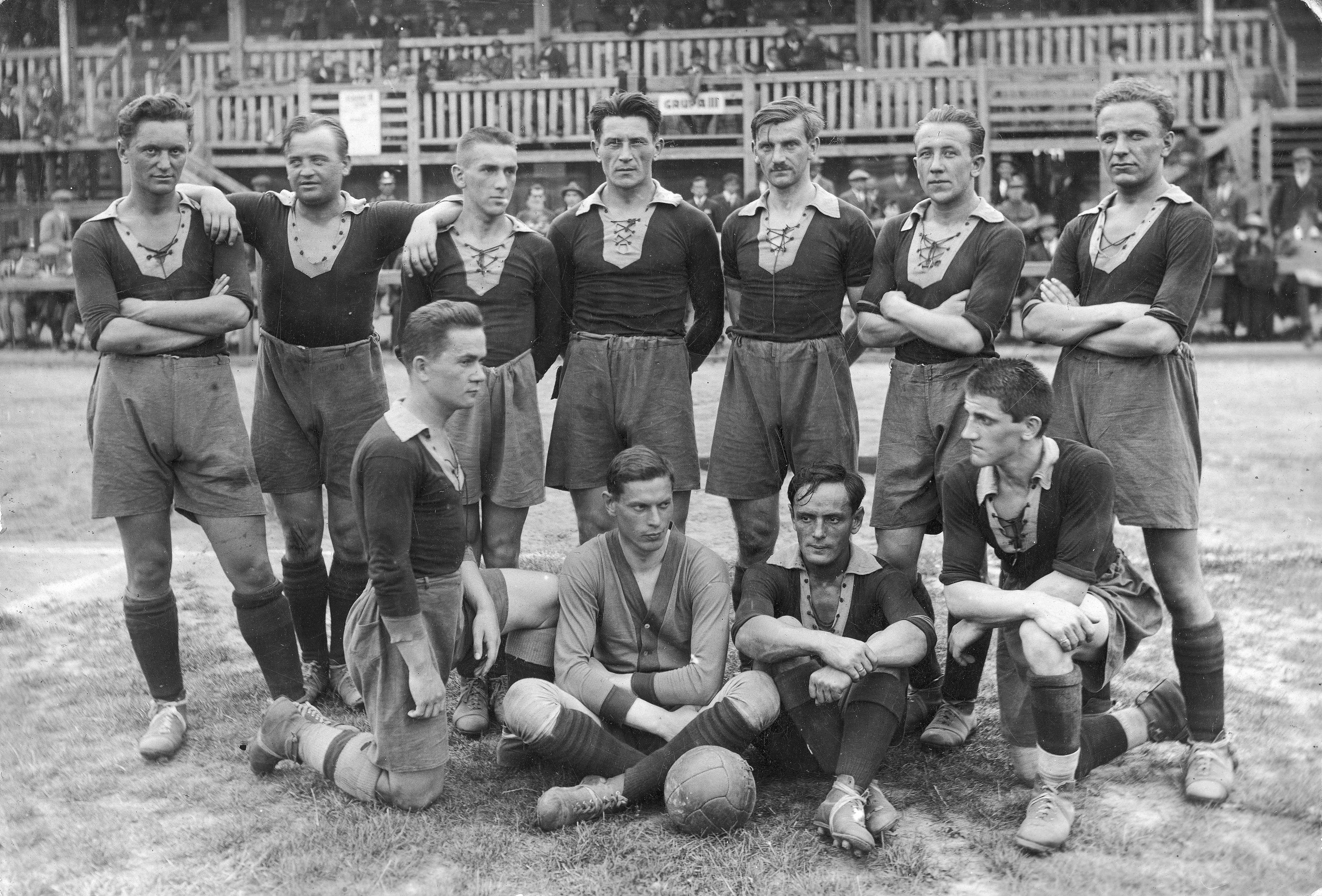
Pogoń Lwów – mistrz Polski w 1926 roku

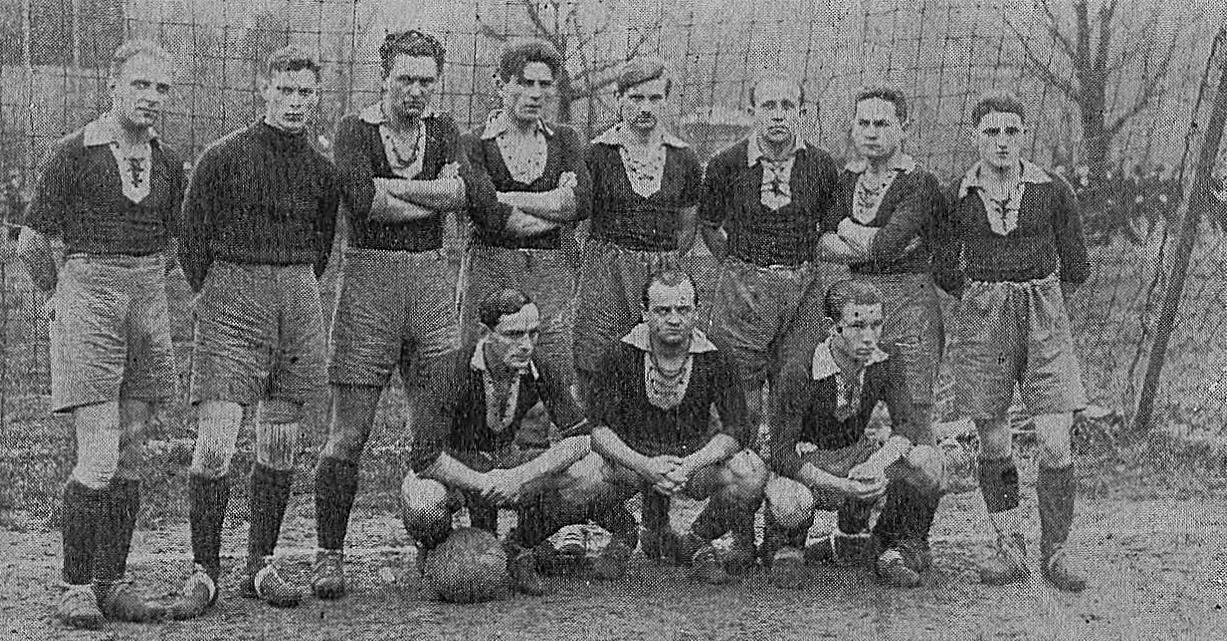
Drużyna Pogoni w 1926

Mistrzostwa Polski w piłce nożnej (1926) – 6. edycja mistrzostw Polski w piłce nożnej. Ostatnie mistrzostwa Polski rozegrane systemem nieligowym w II Rzeczypospolitej.
W rozgrywkach brali udział mistrzowie poszczególnych regionów. Tytuł obroniła Pogoń Lwów.
| Poziomy rozgrywkowe w sezonie 1926 | Poziomy rozgrywkowe w sezonie 1926 | Poziomy rozgrywkowe w sezonie 1926 |
| Rozgrywki                          | P                                  | Nazwa                              |
| ---------------------------------- | ---------------------------------- | ---------------------------------- |
| Centralne                          | I                                  | Mistrzostwa Polski                 |
| Okręgowe (9 okręgów)               | II                                 | A Klasa                            |
| Okręgowe (9 okręgów)               | III                                | B klasa                            |
| Okręgowe (9 okręgów)               | IV                                 | C klasa                            |

## Etap pierwszy

### Tabela grupy zachodniej
| M | Nazwa klubu          | Mecze | Punkty | Bramki |
| 1 | Warta Poznań         | 4     | 8      | 18-4   |
| 2 | Klub Turystów Łódź   | 4     | 3      | 6-10   |
| 3 | Ruch Wielkie Hajduki | 4     | 1      | 4-14   |

### Tabela grupy północnej
| M | Nazwa klubu      | Mecze | Punkty | Bramki |
| 1 | Polonia Warszawa | 4     | 8      | 20-2   |
| 2 | TKS Toruń        | 4     | 4      | 15-8   |
| 3 | 1 p.p.leg. Wilno | 4     | 0      | 2-27   |

### Tabela grupy południowej
| M | Nazwa klubu    | Mecze | Punkty | Bramki |
| 1 | Pogoń Lwów     | 4     | 8      | 24-2   |
| 2 | Cracovia       | 4     | 4      | 23-7   |
| 3 | KS Lublinianka | 4     | 0      | 1-39   |

Legenda:
|  | Grupy finałowa |

## Finał
W decydującym meczu Pogoń Lwów pokonała Polonię Warszawa 2:0.

### Tabela
| M | Nazwa klubu      | Mecze | Punkty | Bramki |
| 1 | Pogoń Lwów       | 4     | 6      | 13-5   |
| 2 | Polonia Warszawa | 4     | 3      | 9-8    |
| 3 | Warta Poznań     | 4     | 3      | 7-16   |

Legenda:
|  | Mistrz Polski |

## Klasyfikacja medalowa po mistrzostwach
|    | Klub             |   |   |   |
| -- | ---------------- | - | - | - |
| 1. | Pogoń Lwów       | 4 | 0 | 0 |
| 2. | Cracovia         | 1 | 0 | 1 |
| 3. | Warta Poznań     | 0 | 2 | 3 |
| 4. | Polonia Warszawa | 0 | 2 | 1 |
| 5. | Wisła Kraków     | 0 | 1 | 1 |
| 6. | ŁKS Łódź         | 0 | 0 | 1 |